# Волујац (Шабац)
Волујац је насеље у Србији у општини Шабац у Мачванском округу. Према попису из 2022. било је 228 становника. До 1965. ово насеље је било седиште Општине Волујац коју су чинила насељена места: Бојић, Букор, Десић, Двориште, Грушић, Криваја, Метлић, Милошевац, Накучани, Румска, Синошевић, Волујац и Заблаће. После укидања општине подручје бивше општине је у целини ушло у састав Општине Шабац.
Овде се налази ОШ „Доситеј Обрадовић” Волујац.

## Демографија
У насељу Волујац живи 318 пунолетних становника, а просечна старост становништва износи 45,7 година (42,6 код мушкараца и 48,9 код жена). У насељу има 139 домаћинстава, а просечан број чланова по домаћинству је 2,75.
Ово насеље је великим делом насељено Србима (према попису из 2002. године), а у последња три пописа, примећен је пад у броју становника.
|  |

| Демографија | Демографија | Демографија |
| Година      | Становника  | Становника  |
| ----------- | ----------- | ----------- |
| 1948.       | 625         |             |
| 1953.       | 669         |             |
| 1961.       | 810         |             |
| 1971.       | 701         |             |
| 1981.       | 489         |             |
| 1991.       | 408         | 402         |
| 2002.       | 382         | 384         |

| Етнички састав према попису из 2002.‍ | Етнички састав према попису из 2002.‍ | Етнички састав према попису из 2002.‍ | Етнички састав према попису из 2002.‍ | Етнички састав према попису из 2002.‍ |
| ------------------------------------ | ------------------------------------ | ------------------------------------ | ------------------------------------ | ------------------------------------ |
|                                      |                                      |                                      |                                      |                                      |
| Срби                                 | Срби                                 |                                      | 380                                  | 99,47%                               |
| Хрвати                               | Хрвати                               |                                      | 1                                    | 0,26%                                |
| Немци                                | Немци                                |                                      | 1                                    | 0,26%                                |
| непознато                            | непознато                            |                                      | 0                                    | 0,0%                                 |

| Година пописа     | 1948. | 1953. | 1961. | 1971. | 1981. | 1991. | 2002. |
| ----------------- | ----- | ----- | ----- | ----- | ----- | ----- | ----- |
| Број домаћинстава | 135   | 143   | 195   | 181   | 139   | 137   | 139   |

| Број чланова      | 1  | 2  | 3  | 4  | 5 | 6 | 7 | 8 | 9 | 10 и више | Просек |
| ----------------- | -- | -- | -- | -- | - | - | - | - | - | --------- | ------ |
| Број домаћинстава | 36 | 40 | 26 | 20 | 3 | 9 | 3 | 1 | 0 | 1         | 2,75   |

| Пол    | Укупно | Неожењен/Неудата | Ожењен/Удата | Удовац/Удовица | Разведен/Разведена | Непознато |
| ------ | ------ | ---------------- | ------------ | -------------- | ------------------ | --------- |
| Мушки  | 162    | 39               | 107          | 11             | 5                  | 0         |
| Женски | 167    | 16               | 106          | 43             | 1                  | 1         |
| УКУПНО | 329    | 55               | 213          | 54             | 6                  | 1         |

| Пол    | Укупно                    | Пољопривреда, лов и шумарство | Рибарство                            | Вађење руде и камена | Прерађивачка индустрија       |
| ------ | ------------------------- | ----------------------------- | ------------------------------------ | -------------------- | ----------------------------- |
| Мушки  | 115                       | 95                            | 0                                    | 0                    | 2                             |
| Женски | 64                        | 60                            | 0                                    | 0                    | 0                             |
| УКУПНО | 179                       | 155                           | 0                                    | 0                    | 2                             |
| Пол    | Производња и снабдевање   | Грађевинарство                | Трговина                             | Хотели и ресторани   | Саобраћај, складиштење и везе |
| Мушки  | 0                         | 8                             | 1                                    | 0                    | 2                             |
| Женски | 0                         | 0                             | 1                                    | 0                    | 0                             |
| УКУПНО | 0                         | 8                             | 2                                    | 0                    | 2                             |
| Пол    | Финансијско посредовање   | Некретнине                    | Државна управа и одбрана             | Образовање           | Здравствени и социјални рад   |
| Мушки  | 0                         | 0                             | 2                                    | 1                    | 2                             |
| Женски | 0                         | 0                             | 1                                    | 0                    | 2                             |
| УКУПНО | 0                         | 0                             | 3                                    | 1                    | 4                             |
| Пол    | Остале услужне активности | Приватна домаћинства          | Екстериторијалне организације и тела | Непознато            | Непознато                     |
| Мушки  | 0                         | 0                             | 0                                    | 2                    | 2                             |
| Женски | 0                         | 0                             | 0                                    | 0                    | 0                             |
| УКУПНО | 0                         | 0                             | 0                                    | 2                    | 2                             |

## Галерија
- Центар села
- ОШ Доситеј Обрадовић
- Полицијска станица
- Пошта